# Waldamt
Waldamt ist eine Katastralgemeinde der Gemeinde Ybbsitz im Bezirk Amstetten in Niederösterreich. Bis Ende 1970 war Waldamt eine selbständige Gemeinde.

## Geografie
Waldamt liegt in einem Seitental der Schwarzen Ois unterhalb des Gscheids. Durch Waldamt führt der aus Linz kommende oberösterreichische Mariazeller Weg.

## Geschichte
Der Ort spaltete sich von Gresten ab, bildete zusammen mit Schwarzois eine selbständige Gemeinde und wurde mit 1. Jänner 1971 nach Ybbsitz eingemeindet.

## Siedlungsentwicklung
Zum Jahreswechsel 1979/1980 befanden sich in der Katastralgemeinde Waldamt insgesamt 97 Bauflächen mit 23.383 m² und 34 Gärten auf 126.449 m², 1989/1990 waren es 93 Bauflächen. 1999/2000 war die Zahl der Bauflächen auf 91 angewachsen und 2009/2010 waren es 74 Gebäude auf 87 Bauflächen.

## Landwirtschaft
Die Katastralgemeinde ist forstwirtschaftlich geprägt. 321 Hektar wurden zum Jahreswechsel 1979/1980 landwirtschaftlich genutzt und 1.481 Hektar waren forstwirtschaftlich geführte Waldflächen. 1999/2000 wurde auf 304 Hektar Landwirtschaft betrieben und 1.485 Hektar waren als forstwirtschaftlich genutzte Flächen ausgewiesen. Ende 2018 waren 268 Hektar als landwirtschaftliche Flächen genutzt und Forstwirtschaft wurde auf 1.498 Hektar betrieben. Die durchschnittliche Bodenklimazahl von Waldamt beträgt 15 (Stand 2010).